# سیارک ۱۰۵۵۵
سیارک ۱۰۵۵۵ (به انگلیسی: 10555 Tagaharue، نامگذاری:1993HH) ده هزار و پانصد و پنجاه و پنجمین سیارک کشف شده‌است که در ۱۶ آوریل ۱۹۹۳ کشف شد.